# Visbeck (Adelsgeschlecht, Dülmen)

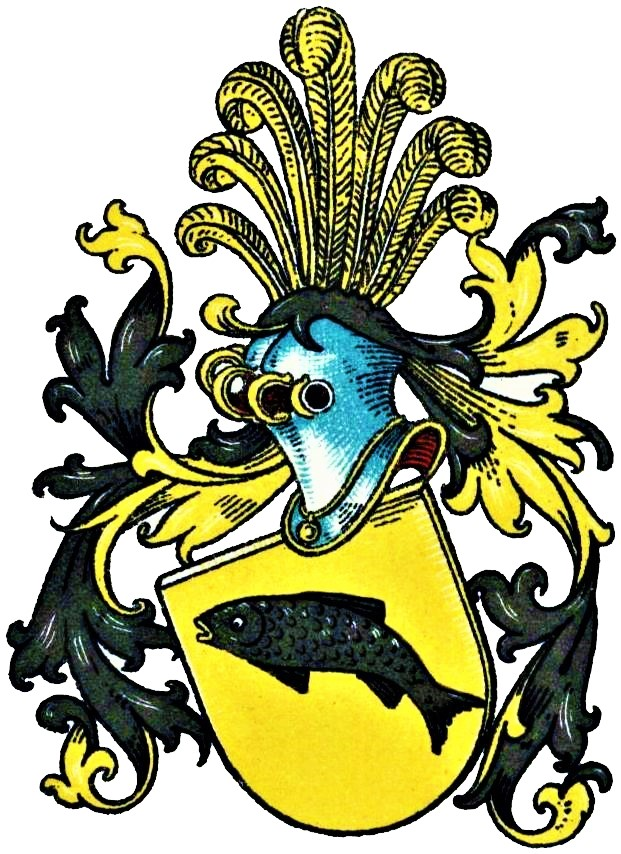
Wappen derer von Visbeck im Wappenbuch des Westfälischen Adels

Visbeck (auch: Visbeke, Visbecke, Vysbecke o. ä.) ist der Name eines erloschenen westfälischen Adelsgeschlechts.
Die hier behandelte Familie ist von den ebenfalls westfälischen, aber wappenverschiedenen und nichtverwandten Adelsgeschlechtern Visbeck zu Meschede und Visbeck zu Minden zu unterscheiden.

## Geschichte
Der Stammsitz des hier betrachteten Geschlechts war Haus Visbeck bei Dülmen, das sie ab 1338 als Lehen des Klosters Werden besaßen. Aber schon in der ersten Hälfte des 12. Jahrhunderts hatte Hermannus de Visbeke ein Werdener Gut zu Spodincdorpe im Kirchspiel Lüdinghausen zum Lehen.
Schon 1330 erscheint Bernhard von Visbeke als Zeuge in einer Urkunde des Stifts Nottuln. 1358 wurde Johann von Visbeck, Münsteraner Ministeriale, vom Werdener Abt Johann II. von Arscheid mit dem Hof Visbeck samt Zubehör nach Dienstmannrecht belehnt. Schotte van Eymhorst, Hermann van Visbeke und dessen Ehefrau Engele, Tochter Schottes, bestätigten 1360, dass sie, falls Engele die Güter Lubbertynch und Essinch bekommt, Herrn Johann von Gemen zur Mitbürgschaft bewegen wollen. Wohl derselbe Hermann von Visbeck teilte 1398 seinen Besitz unter seinen Söhne Schotte, Johann und Bernd auf. Schotte von Visbeck wurde 1415 vom Werdener Abt Adolf III. von Spiegelberg mit Haus Visbeck und Zubehör belehnt. Ein entsprechender Eintrag findet sich auch im Werdener Lehengüterverzeichnis aus jener Zeit: Dulmen. Item quondam Johannes de Visbeke cum curte in Visbeke et cum suis attinenciis. Item Schotte de Visbeke cum eadem curte et habet. Seprode. Item bona in Spodinctorpe per traditicionem Hermanni de Visbeke spectat ad collacionem abbatis, que habet dominus Gerhardus Morrian miles.  Etwa zeitgleich (1413) war eine Tochter von Johannes von Visbeck, Getra von Visbeck, Ministeriale des Klosters Werden.
Schottes Sohn Hermann von Visbeke bekam 1418 das Märkische Lehen Bekelenhove im Kirchspiel Werne verschrieben. Vater Schotte und Sohn Hermann zusammen erhielten 1420 vom Werdener Propst Guntram von Grafschaft den Hof Ebdinck im Kirchspiel Seppenrade. 1448 verkaufte Hermann von Visbeck einige seiner Güter im Gericht Berenbrock im Kirchspiel Lüdinghausen. Im selben Jahr wurde Hermanns Sohn, Schotte von Visbeck, vom Werdener Abt Johann IV. von Stecke mit dem Haus Visbeck belehnt. 18 Jahre später, 1466, besiegelte besagter Schotte von Visbeck, die Münsteraner Landesvereinigung. Wohl ein gleichnamiger Sohn Schottes wurde 1486 vom Werdener Abt Anton mit dem Hof Visbeck belehnt. 1517 tausche Schotte von Visbeck mit Rotger von Diepenbrock eine Leibeigene, das gleiche noch einmal 1520 mit Johann Hake zum Wolfsberg. 1521 wurde dann Franz Fridach ter Boddenborch für den krank darniederliegenden Schotte von Visbeck vom Werdener Abt Johann mit dem Hof Visbeck belehnt. Da 1528 Joist van Mechelen ter Sandfort mit demselben Hof Visbeck im Kirchspiel Dülmen belehnt wurde, wird das Geschlecht mit dem Tod von Schotte von Visbeck zwischen 1521 und 1528 erloschen sein. Max von Spießen berichtet abweichend, dass die Familie noch 1540 blühte und kurz danach mit dem Tod von Schotte von Visbeck erlosch.

## Wappen
Blasonierung: In Gold ein schrägrechts gestellter, nach oben etwas gebogener schwarzer Fisch. Auf dem Helm sieben goldene Straußenfedern. Die Helmdecken sind schwarz-golden.